# Tános Potamós
Tános Potamós är ett vattendrag i Grekland.   Det ligger i prefekturen Arkadien och regionen Peloponnesos, i den södra delen av landet, 100 km sydväst om huvudstaden Aten.